# Le Roi David (Chagall)
Pour les articles homonymes, voir Le Roi David.
Le Roi David est un tableau réalisé par le peintre français Marc Chagall en 1951. Cette peinture à l'huile sur toile de lin représente principalement David en roi musicien. Partie des collections du musée national d'Art moderne, à Paris, elle est conservée en dépôt au musée Marc-Chagall, à Nice.